# Момот, Евгений Михайлович
Евгений Михайлович Момот (род. 15 июня 1974, Челябинск) — российский хоккеист, нападающий.

## Биография
Воспитанник челябинского «Трактора», тренер Виктор Перегудов. В первенстве СССР дебютировал в сезоне 1991/92 первой лиги, проведя за челябинский «Мечел» два матча. В следующем сезоне играл за «Таганай» Златоуст, в ноябре дебютировал за «Трактор», проведя два домашних матча МХЛ — против «Молота» (7:1) и «Автомобилиста» Екатеринбург (7:5). В сезонах 1994/95 — 1995/96 помимо «Трактора» выступал за «УралАЗ» Миасс и «Надежду» Челябинск. После игр за «УралАЗ» (1996/97 — 1997/98) и «Носту — Южный Урал» (1998/99 — 1999/2000) завершил карьеру.